# 加藤予想
加藤予想（かとうよそう、英: Kato's conjecture）は、楕円型作用素の平方根が解析的かを問う数学上の問題である。名称は提案者である数学者の加藤敏夫に因む。加藤予想は1953年に加藤によって提案された。
Pascal Auscher、スティーヴ・ホーフマン、マイケル・レイシー、アラン・マッキントッシュとPhilippe Tchamitchianによって2001年に共同で解決されるまで、問題はほぼ半世紀の間未解決のままだった。